# Sebastião José Basílio Pirro
Sebastião José Basílio Pirro (? — ?) foi um político e engenheiro militar brasileiro.
Foi 1º vice-presidente da província do Amazonas, de 30 de abril a 9 de setembro de 1867. Planejou a cidade de Aracaju na presidência de Inácio Joaquim Barbosa. 